# Eocursor parvus
Eocursor parvus (gr. "Primer corredor pequeño") es la única especie conocida del género extinto Eocursor de dinosaurio ornitisquio primitivo,  que vivió a principios del período Jurásico, hace aproximadamente 200 a 190 millones de años, entre el Hettangiense y el Sinemuriense, en lo que hoy es África. 

## Descripción
Eocursor medía aproximadamente 1 metro de largo, siendo muy parecido a Lesothosaurus o a Scutellosaurus. Las extremidades son significativamente largas, como las de los heterodontosáuridos posteriores. La forma de los dientes sugiere que tuvo una dieta herbívora. La tibia, tan larga como el fémur, indica que fue un corredor rápido. Sus manos inusualmente grandes son capaces de agarrar cosas. Eocursor era uno de los ornitisquios conocidos más tempranos, y brinda luz sobre las relaciones tempranas del grupo, ya que la mayoría de los ornitisquios primitivos se conocen sobre todo por esqueletos incompletos. Eocursor se conoce por elementos esqueléticos parciales, incluyendo fragmentos del cráneo, elementos espinales, la pelvis, los huesos largos de la pierna, y las manos inusualmente grandes.

## Descubrimiento e investigación
El holotipo del Eocursor, SAM-PK-K8025, fue descubierto en 1993, en la Formación Elliot, en el Estado Libre, en Sudáfrica pero no fue descrito hasta años más tarde. Sus restos son unos de los más completos de un ornitisquio primitivo. En junio del 2007, los fósiles fueron oficialmente presentados por un equipo internacional de paleontólogos, entre los que se encontraba Richard Butler del Museo de Historia Natural de Londres y David Norman y Roger M. H. Smith de los Universidad de Cambridge Su nombre se compone de las palabras Eo que significa "amanecer", y el latín cursor "corredor" y la espece parvus por "pequeño", " en referencia a su aparición temprana de este ornitisquios, de sus capacidades como corredor y de su tamaño pequeño. La edad exacta de este taxón es incierta. Originalmente se interpretó que vivía durante el Triásico tardío, del Noriense, hace unos 210 millones de años.  Sin embargo, Olsen , Kent y Whiteside en 2010 declararon que no existe un apoyo geocronológico independiente para su edad asumida y los datos disponibles hacen que sea imposible determinar de manera concluyente si Eocursor es del Triásico o del Jurásico temprano, potencialmente tan joven como Sinemuriense. Eocursor fue posteriormente interpretado como un taxón de la edad jurásica temprana por Mcphee et al. en 2017.

## Clasificación
Eocursor es uno de los ornitisquios basales mejor conocidos, con elementos craneales y postcraneales para su clasificación. Es considerado un taxón hermano de Genasauria, en la parte más basal del árbol genealógico de los ornistiquios. Es más primitivo que el Lesothosaurus y los heterodontosáuridos. Hay pocas diferencias morfológicas entre los ornitisquios del Triásico Superior y los del Jurásico Inferior, sugiriendo que la radiación de estos a principios del período Jurásico puede representar simplemente que se ocuparon espacios ecológicos vacantes que dejó la extinción triásica.
Eocursor fue uno de los primeros ornitiscios, uno de los primeros dinosaurios llamados "dinosaurios cadera de ave", un grupo que eventualmente daría lugar a animales como Stegosaurus, Triceratops e Iguanodon. Butler et al. consideran a Eocursor más primitivo que Lesothosaurus y Heterodontosauridae, pero más derivado que el Pisanosaurus , como un ornitisquio basal que forma una clado hermano de Genasauria.